# Заречное (Полтавская область)
Заречное (укр. Зарічне, до 2016 г. — Жовтневое) — село,
Обозновский сельский совет,
Глобинский район,
Полтавская область,
Украина.
Код КОАТУУ — 5320685804. Население по переписи 2001 года составляло 457 человек.

## Географическое положение
Село Заречное находится на левом берегу реки Омельник,
выше по течению на расстоянии в 1 км расположено село Махновка,
ниже по течению на расстоянии в 1 км расположено село Гуляйполе,
на противоположном берегу — сёла Обозновка и Новый Выселок.
Река местами пересыхает, на ней сделана большая запруда.

## История
- 1918 — дата основания.
- 2008 — изменён статус с посёлка на село.

## Экономика
- Свинотоварная ферма.